# صالح يوسف
صالح يوسف (25 يوليو 1982 في مصر - ) هو لاعب كرة طائرة مصر في مركز ضارب خارجي ‏. شارك في الألعاب الأولمبية الصيفية 2008. ولعب مع نادي الزمالك.

## وصلات خارجية
- صالح يوسف على موقع أرشيف الشارخ.
- صالح يوسف على موقع عالم الكرة الطائرة (الإنجليزية)
- صالح يوسف على موقع أوليمبيديا (الإنجليزية)